# Beattie Ramsay
William Beattie Ramsay (Lumsden, 19 januari 1901 - Regina, 30 september 1952) was een Canadese ijshockeyspeler. Ramsay mocht met zijn ploeg de Toronto Granites Canada vertegenwoordigen op de Olympische Winterspelen 1924 in het Franse Chamonix. Ramsay scoorde daar tienmaal in vijf wedstrijden en veroverde met zijn ploeggenoten de gouden medaille. Ramsay was zoals toen gebruikelijk ook tweemaal scheidsrechter tijdens de spelen. Ramsay kwam in het seizoen 1927-1928 uit in de NHL voor de Toronto Maple Leafs.